# Салмон-Крік (Каліфорнія)
Салмон-Крік (англ. Salmon Creek) — переписна місцевість (CDP) в США, в окрузі Сонома штату Каліфорнія. Населення — 111 особа (2020).

## Географія
Салмон-Крік розташований за координатами 38°20′46″ пн. ш. 123°3′34″ зх. д. / 38.34611° пн. ш. 123.05944° зх. д. (38.346212, -123.059329).  За даними Бюро перепису населення США в 2010 році переписна місцевість мала площу 2,89 км², уся площа — суходіл.

## Демографія
Згідно з переписом 2010 року, у переписній місцевості мешкало 86 осіб у 45 домогосподарствах у складі 25 родин. Густота населення становила 30 осіб/км².  Було 116 помешкань (40/км²).
Расовий склад населення:
| - 100,0 % — білих |

До двох чи більше рас належало 0,0 %. Частка іспаномовних становила 1,2 % від усіх жителів.
За віковим діапазоном населення розподілялося таким чином: 5,8 % — особи молодші 18 років, 67,5 % — особи у віці 18—64 років, 26,7 % — особи у віці 65 років та старші. Медіана віку мешканця становила 59,0 року. На 100 осіб жіночої статі у переписній місцевості припадало 104,8 чоловіків;  на 100 жінок у віці від 18 років та старших — 102,5 чоловіків також старших 18 років.
Цивільне працевлаштоване населення становило 36 осіб. Основні галузі зайнятості: мистецтво, розваги та відпочинок — 75,0 %, виробництво — 25,0 %.